# Districte Congtai
Districte de Congtai  (xinès tradicional: 叢台區, xinès simplificat: 丛台区, pinyin: Cóngtái Qū) és un districte dins de la regió municipal de Handan, Província de Hebei, Xina.
El districte acull l'executiu municipal, legislatiu i judicial, juntament amb la seu del CPC i les oficines de Seguretat Pública.